# Straßenbahn Wien Type D, D1 (1957)
Die Typen D und D1 der Wiener Straßenbahn umfassten insgesamt 16 Gelenktriebwagen in Einrichtungsbauweise, die auf Fahrgestellen ausgemusterter Beiwagen der Wiener Elektrischen Stadtbahn aufgebaut wurden.

## Bezeichnung
Die Wiener Stadtwerke – Verkehrsbetriebe ordneten das Musterfahrzeug mit der Betriebsnummer 4301 als Type D und die weiteren 15, geringfügig modifizierten Triebwagen (Nummern 4302–4316) als Type D1 in ihren Wagenbestand ein. Diese Typenbezeichnungen waren schon bis 1938 bzw. 1944 für eine Reihe zweiachsiger Triebwagen verwendet worden. Aktuell werden die Niederflurfahrzeuge der Type Flexity Wien als Type D bezeichnet.

## Beschreibung und Technik
Die Triebwagen bestanden aus zwei jeweils zweiachsigen Wagenkästen, die durch ein dazwischen gelenkig und durchgängig eingehängtes, frei schwebendes Mittelteil miteinander verbunden waren. Sie waren als Einrichtungswagen mit Fahrgastfluss von hinten nach vorne konzipiert. Der Einstieg erfolgte über die hintere der drei auf der rechten Seite gelegenen Türen auf eine Auffangplattform ohne Sitze, von der aus man vorbei am rechts eingerichteten Schaffnersitz nach vorne ins Wageninnere weiter ging. Zum Aussteigen dienten je eine Türe im Mittelteil und nahe dem Bug des Fahrzeugs. Beim Prototyp Nr. 4301 waren alle Türen als elektrisch angetriebene zweiteilige DÜWAG-Falttüren ausgeführt, die vom Schaffner (Einstieg und Mittelausstieg) bzw. vom Fahrer (Ausstieg im Bug) betätigt wurden. Bei den später gebauten Wagen war der hintere Einstieg dreiteilig ausgeführt und auch die Auffangplattform war größer als beim Musterwagen.
In den Fahrzeugen standen insgesamt 30 (D) bzw. 33 (D1) Sitzplätze auf Durofol-Sitzen zur Verfügung, die überwiegend als Doppelsitze auf der einen und als Einzelsitze auf der anderen Seite in Fahrtrichtung angeordnet waren; nur im Mittelteil und im Bug gab es entlang der Wand angeordnete Sitze. Darüber hinaus gab es 91 bzw. 92 Stehplätze.
Die Front des Wagenkastens erhielt die, für die in den 1950er Jahren gebauten Wiener Triebwagen typische, Front mit halbrunden Eckfenstern in Form eines Viertelkreissegments.
Der Antrieb erfolgte über vier Gleichstrommotore. Für den Musterwagen Nr. 4301 wurden zunächst Motore der Type U 158v verwendet, die schon aus den 1920er Jahren stammten und neu gewickelt worden waren. Die anderen Fahrzeuge wurden mit geringfügig stärkeren, aber nur wenig neueren Motoren der Type WD 571 ausgerüstet, die dann nachträglich auch in den Wagen Nr. 4301 eingebaut wurden. Die Stromzufuhr erfolgte über einen Scherenstromabnehmer, der auf dem vorderen Fahrzeugteil montiert war. Zur Steuerung diente ein mit einem Hebel zu bedienender Nockenfahrschalter für sitzenden Fahrer mit zehn Serien-, sieben Parallel- und zwölf Bremsstufen.

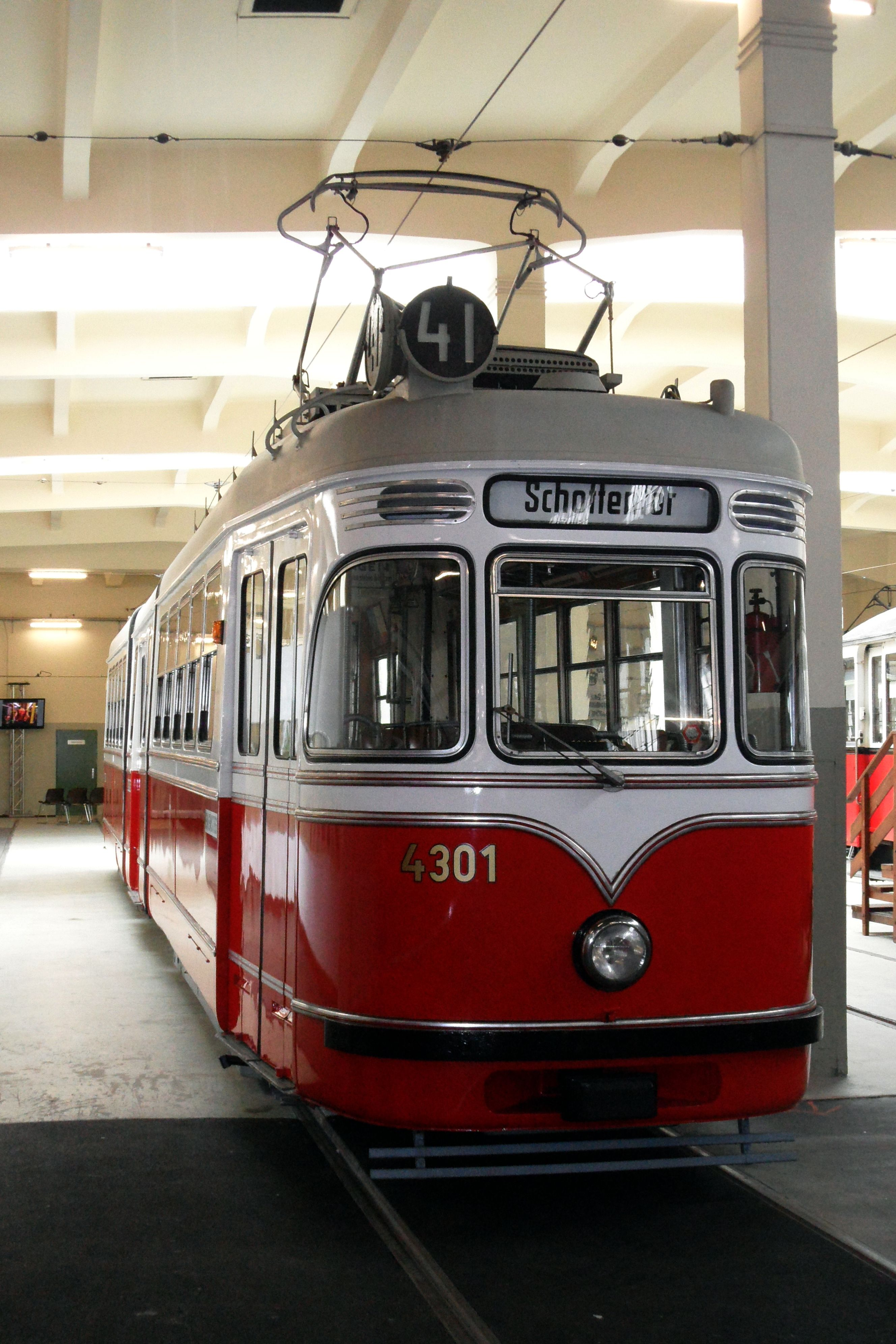
Frontansicht D
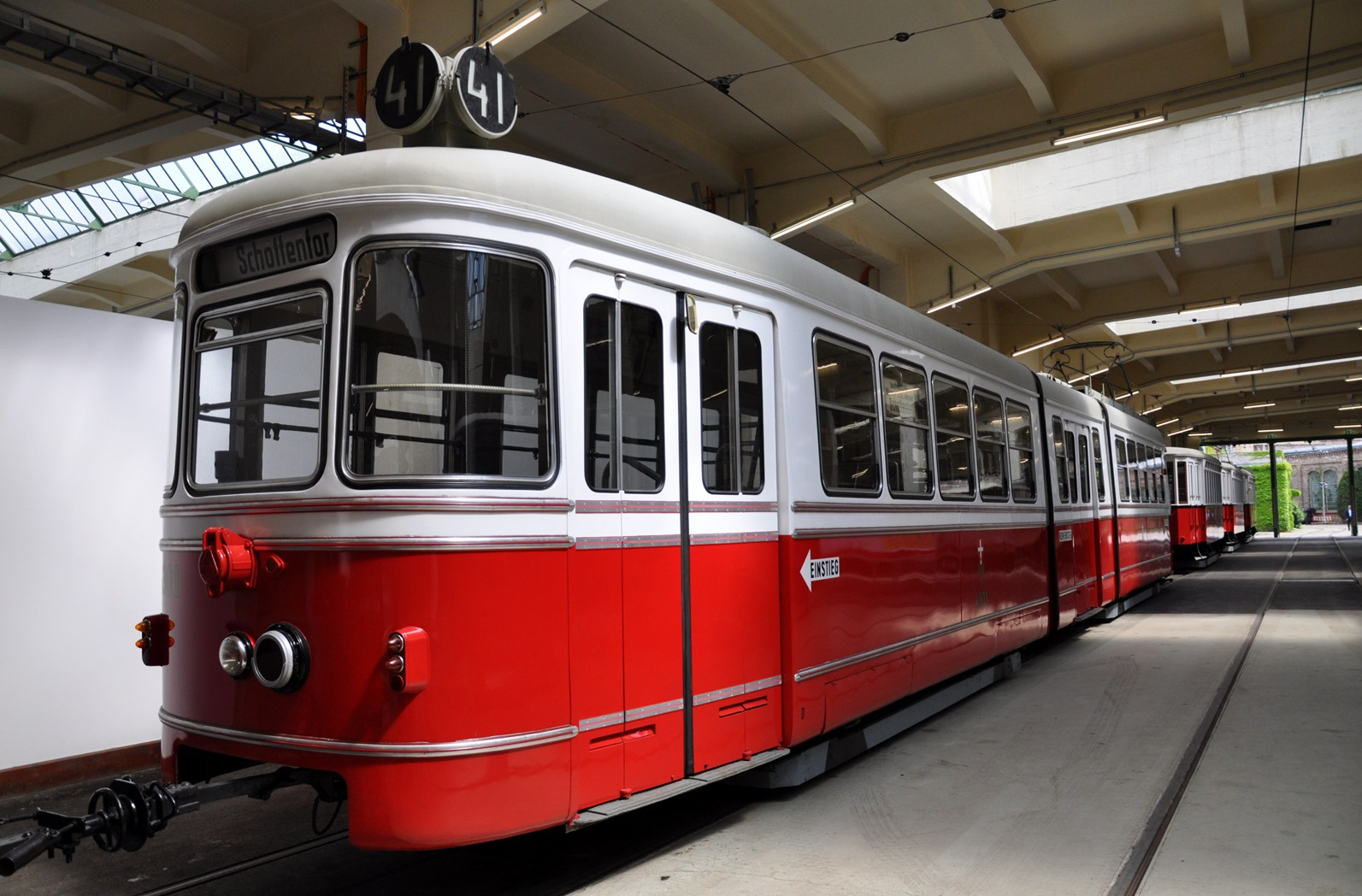
Heckansicht D
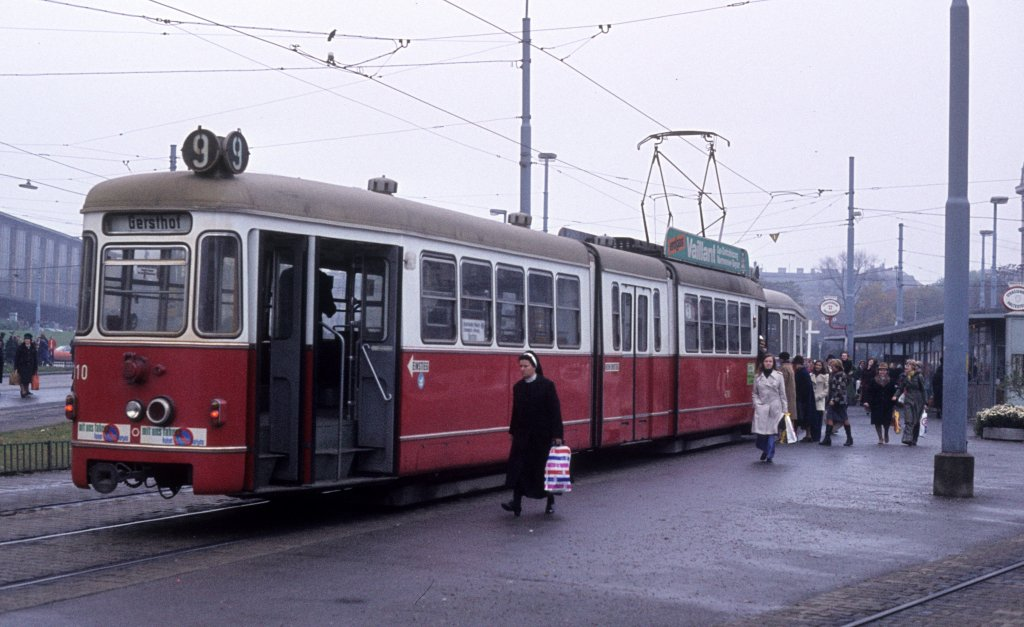
Zum Vergleich: Heckansicht D1
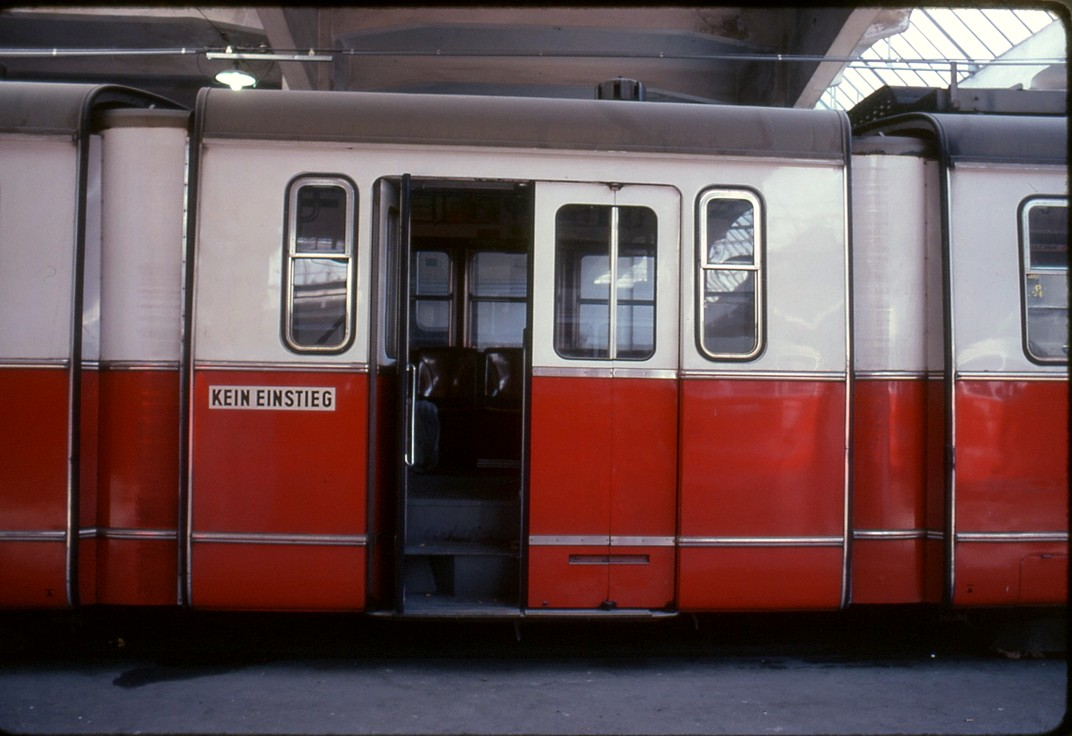
Mittelteil (D1)
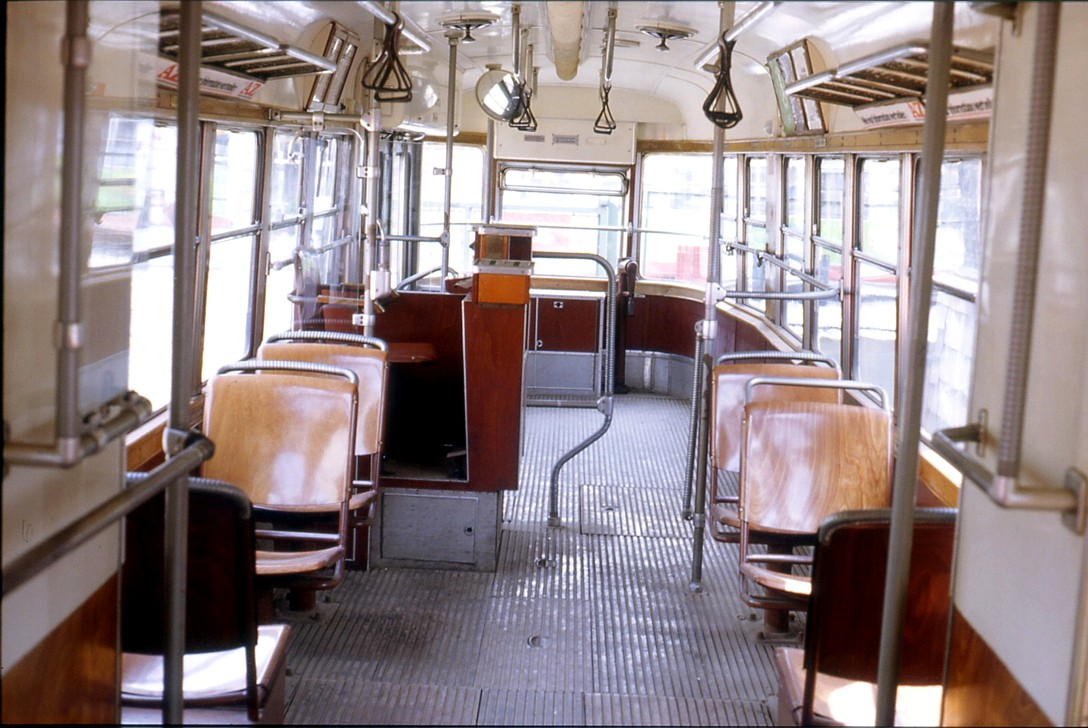
Hinterer Teil mit Schaffnersitz (D)
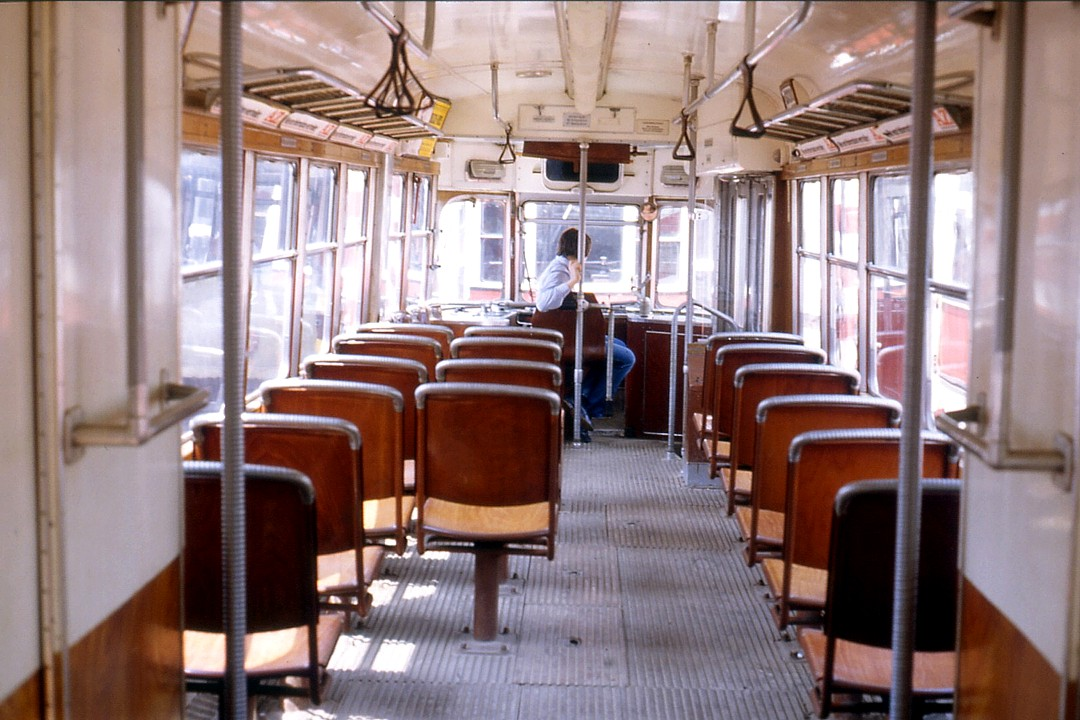
Vorderer Teil (D)
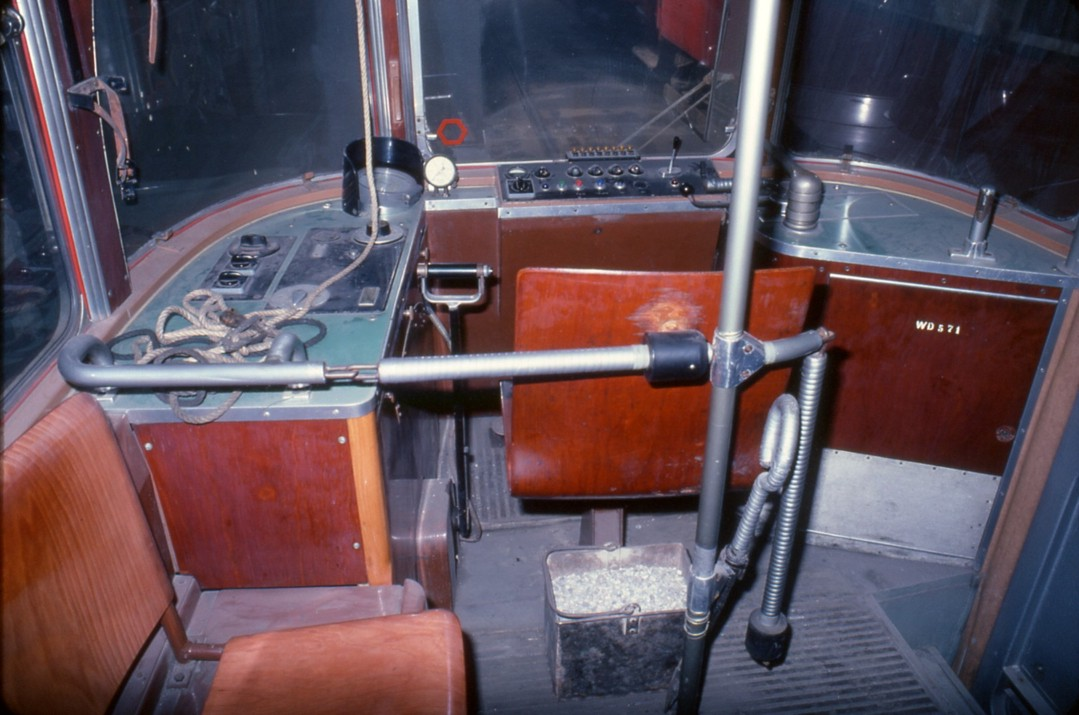
Führerstand (D1)

Neben der generatorischen Bremse stand eine Druckluftbremse als Not- und Haltebremse zur Verfügung. Der Führerstand war durch Metallstangen vom Fahrgastraum abgegrenzt. Verschiedene Nebenaggregate wurden durch eine 24-Volt-Kleinspannungsanlage versorgt.

## Geschichte
Das Fahrzeugbauunternehmen Gräf & Stift konstruierte 1957 den ersten Wiener Gelenktriebwagen unter Verwendung zweier zweiachsiger Fahrgestelle, die von ausgemusterten n1-Beiwagen der Stadtbahn stammten. Der so geschaffene Prototyp wurde zunächst im Betriebsbahnhof Simmering stationiert und am 17. Februar 1958 zum ersten Mal auf der Linie 71 eingesetzt. Im Dezember 1960 wurde er zum Betriebsbahnhof Währing verlegt und fortan auf der Linie 41 verwendet. Ab 1959 wurden 15 weitere Gelenktriebwagen gebaut, die sich vom Prototyp nur geringfügig unterschieden (dreiteiliger Einstieg, andere Motorisierung, die später auch für den Prototyp herangezogen wurde). Diese wurden von vornherein beim Bahnhof Währing stationiert und ebenfalls hauptsächlich auf der Linie 41 eingesetzt.
Im März 1962 sollten die Triebwagen zum Betriebsbahnhof Floridsdorf verlegt und mit vierachsigen Großraumbeiwagen der Typen c2 und c3 auf der Linie 132 eingesetzt werden. Nach ersten Schulungsfahrten mit den Beiwagen wurde dieses Vorhaben jedoch kurzfristig abgeblasen. Die Wagen kamen wieder zum Bahnhof Währing und blieben dort für den Rest ihres Lebens, wo sie wieder vor allem auf der Linie 41, fallweise auch auf den Linien E2, 42 und 9 eingesetzt wurden, stets im Solobetrieb.
Das Handicap der Type war deren Schwerfälligkeit aufgrund der hohen Masse von über 28 Tonnen (zum Vergleich wogen die ungefähr gleich stark motorisierten Gelenktriebwagen der Type E nur 22,5 Tonnen).
Ab Ende 1973 wurden die Fahrzeuge nach und nach aus dem Verkehr gezogen, der Musterwagen Nr. 4301 mit 31. Dezember 1974. Die letzten zwei D1-Wagen verkehrten am 2. Juli 1976 auf der Linie 9.
Erhalten blieb lediglich D Nr. 4301 als Museumsfahrzeug der Sammlung WTM – Wiener Tramwaymuseum und ist im Verkehrsmuseum Remise ausgestellt.

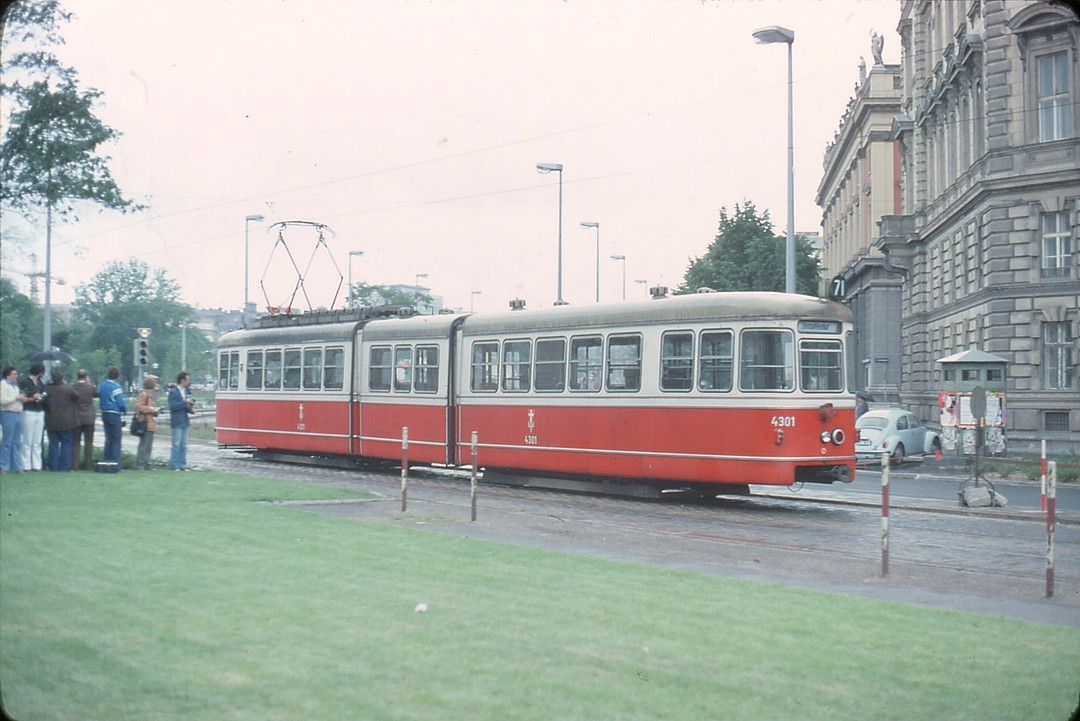
Beschildert als Linie 71, Lothringerstraße (Museumsfahrt)
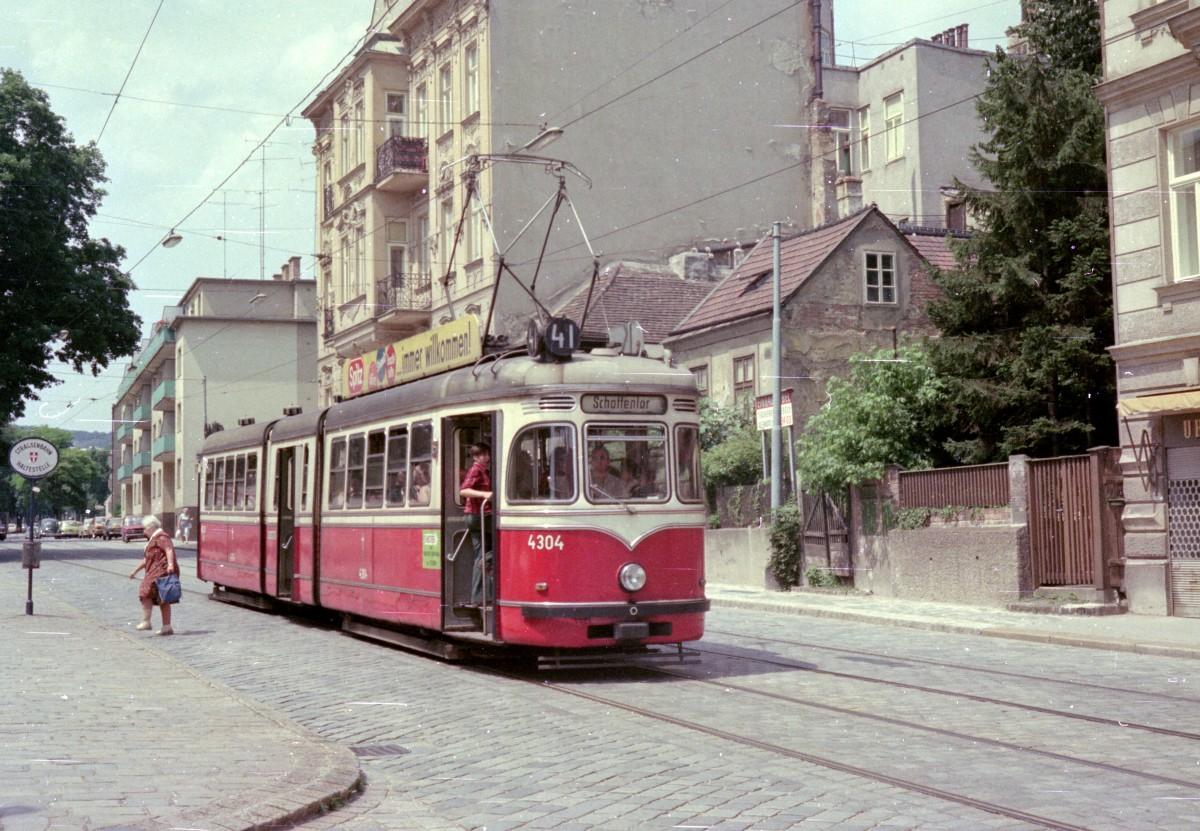
Linie 41, Haltestelle Erndtgasse
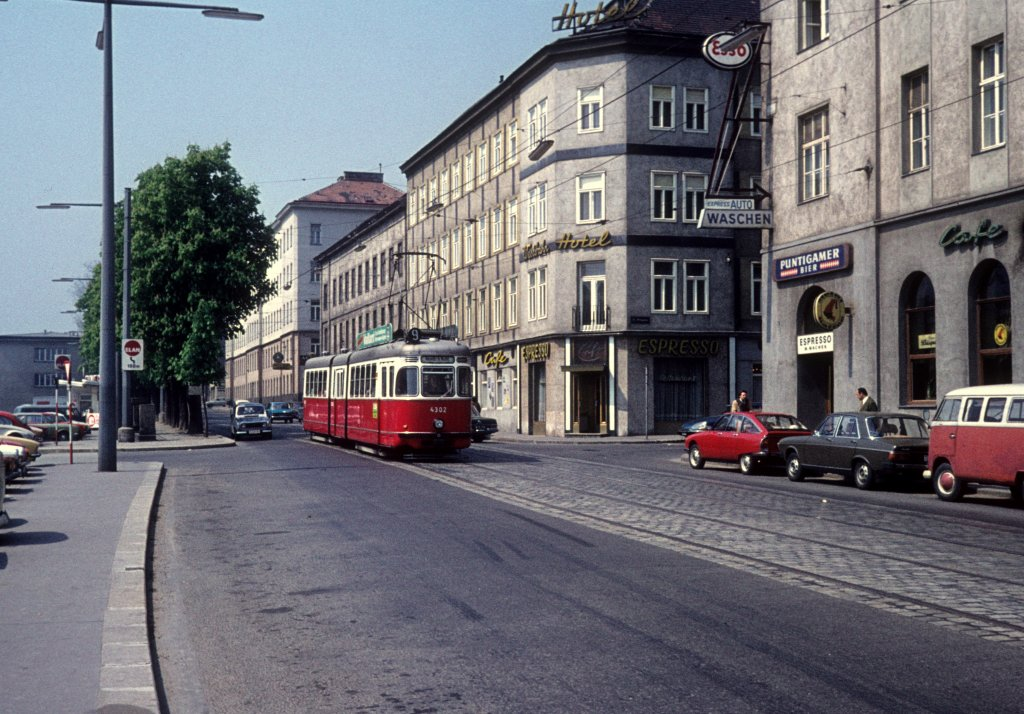
Linie 9, Felberstraße